# یواس‌اس هیل (دی‌دی-۱۳۳)
یواس‌اس هیل (دی‌دی-۱۳۳) (به انگلیسی: USS Hale (DD-133)) یک کشتی بود که طول آن ۹۵٫۸۳ متر (۳۱۴٫۴ فوت) بود. این کشتی در سال ۱۹۱۹ ساخته شد.